# AD/Cycle
AD/Cycle（えーでぃーさいくる）は、IBM が1990年に提唱した、コンピュータ用のアプリケーションソフトウェアの開発のためのアーキテクチャである。
AD/Cycleは、複数のCASEツールベンダーと提携し、IBMのデータベースをリポジトリとして、アプリケーション開発（AD、Application Development）のサイクル全体を通じての、半自動化や再利用などによる生産性向上と品質向上を狙った。

## 概要
コンピュータの利用範囲が広がると、大規模なアプリケーションソフトウェアの開発がシステム構築の重要な課題となり、「将来はプログラマーが不足する」というソフトウェア危機も懸念されていた。このためソフトウェア開発は「労働集約的な手工業から、工場制機械工業への転換」が求められていた。
IBMは1987年のSystems Application Architecture(SAA)でアプリケーションソフトウェアの標準化を提唱したが、更にソフトウェア開発工程のツールを使用した生産性向上も課題となり、そのためには従来のような単一メーカー(IBM)のみによる取り組みには限界もあった。
このためIBMは1990年にAD/Cycleを発表した。これは当時有力であった複数のCASEツールベンダーと提携し、全体として要件定義に必要となるモデリングから、開発・テスト・保守までの一連のソフトウェア開発サイクルをカバーするものであった。提携したベンダーにはBachman Information Systems、Index Technology Corporation、そしてADWなどを持つKnowledgeware, Inc. などがあった。また開発環境にはメインフレームの他、OS/2なども含まれた。
これらの各社ツールの出力データ、入力データを一元的に保管し、ツール間の連携を行うリポジトリーには、製品としてはRDBMSであるIBMのDB2が採用された。またIBM自身もメインフレームを中心に「SAA AD/Cycle」の名称を付けた多数の開発ツールをリリースした。
しかし、各ツール製品は高価でそれぞれの制約もあり、また必ずしも開発工程の上流から下流へスムーズなツール間の連携ができたわけでも無いため、1990年代後半にはフェードアウトしていった。
IBMは2002年以降は、Rationalを中心としたソフトウェア開発のライフサイクル基盤を進めている。